# ビー・エヌ・エヌ
株式会社ビー・エヌ・エヌ（ビー・エヌ・エヌ）は、コンピュータ関連の本を発行している出版社。
主に、CG用ソフトウェア、DTP、デザインに関係した本を発行している。かつては『MACLIFE』などの雑誌も手がけていたが、2002年にビー・エヌ・エヌ新社が設立された際にすべて休刊（事実上の廃刊）になった（後述）。

## 歴史
1984年、当時フリーの編集者であった山本陽一の元にラポートから、コンピュータ雑誌を創刊する話が持ち上がる。この時に発行された『月刊遊撃手』と言う雑誌が、9号に渡って発刊される。資金難によって『月刊遊撃手』は休刊してしまうが、休刊を惜しんだシステムソフトから資金を提供してもらい、『Bug News』という雑誌になって復活した。この時に、山本が設立したのが株式会社BNN（BugNewsNetworkの略）である。
2002年1月、関係会社であり『MAC LIFE』の編集を行っていたエクシードプレスが業務停止してしまう。同誌は休刊、BNN社の業務も滞る状態となった。
同年3月、イーフロンティアが株式会社ビー・エヌ・エヌ新社を子会社として設立。同社がBNNから出版事業を譲受することが4月23日に発表された。BNNの既刊在庫および書籍出版事業はビー・エヌ・エヌ新社に引き継がれたが、雑誌は全て廃刊となり、以降はコンピュータ関連の解説書を中心に発行している。
2007年、イーフロンティアからの譲渡を受け、株式会社AZホールディングス傘下の株式会社アレフ・ゼロの100％子会社となり、2011年、アレフ・ゼロは「株式会社コンセント」に社名変更。

### 会社沿革
- 1985年 - 株式会社ビー・エヌ・エヌ設立。コンピュータ文化情報誌『Bug News』創刊
- 1987年 - マッキントッシュ情報誌『MACLIFE』創刊
- 1995年 - インターネット情報誌『MediaFront』創刊
- 1996年 - 『インターネットライフ』創刊
- 1997年 - デジタルデザイン情報誌『design plex』創刊
- 2002年 - イーフロンティア出資の株式会社ビー･エヌ･エヌ新社に既刊在庫および営業権移譲（雑誌は休刊し、書籍出版事業のみで再出発）
- 2004年 - デザインエクスチェンジ株式会社の出版事業を継承
- 2007年 - AZグループに参画
- 2020年 -  株式会社ビー・エヌ・エヌに社名変更[3]